# Redžep Redžepovski
Redžep Redžepovski est un boxeur yougoslave né le 14 décembre 1962 à Koumanovo en Macédoine.

## Carrière
Il  participe aux Jeux olympiques d'été de 1984 à Los Angeles et remporte la médaille d'argent en combattant dans la catégorie des poids mouches.

### Parcours auxJeux olympiques
Jeux olympiques d'été de 1984 à Los Angeles (poids mouches) :
- Bat Sanguo Teraporn (Thaïlande) 3-2
- Bat Pat Clinton (Grande-Bretagne) par KO au 2e round
- Bat Jeff Fenech (Australie) 4-1
- Bat Ibrahim Bilali (Kenya) 5-0
- Perd contre Steve McCrory (États-Unis) 1-4

## Référence
1. ↑  (en) Résultats des Jeux olympiques 1984 (amateur-boxing.strefa.pl)